# 咚隆咚隆隆
《咚隆咚隆隆》是日本漫畫家大須賀玄創作的少年漫畫，自《週刊少年Jump》2021年51號起開始連載，至2022年39號連載結束。單行本全5卷。本作描述在神秘怪物「物怪」作亂的世界中，立志成為武士的少年與善良的物怪組成搭檔共同戰鬥的故事。作品名稱「咚隆咚隆隆」為物怪與武士噴發妖力時的擬聲詞。
作品前身為《Jump GIGA》2021 SPRING上刊載的同名短篇，以卷頭彩頁刊登在該期《Jump GIGA》雜誌的最前頭。短篇版與連載版皆曾改編為有聲漫畫，並先後請來山下大輝與內田雄馬為不同的兩位主角配音。短篇時期與物怪草薙搭檔的少年主角為宮本帕克，連載版的主角則是佐佐木哆啦，宮本帕克未曾在連載版登場。

## 故事大綱
50年前突然開始大量出現的神祕妖物「物怪」，至今依舊會襲擊人類並造成死傷。為了與物怪戰鬥，人類成立了名為「武士」的組織。
打架無敵的不良少年佐佐木哆啦為了遵守與亡母的約定，打算在高中畢業後考取武士就職，卻因為天生不具備武士用來和物怪戰鬥的「妖力」，而被宣告無法成為武士。失意的哆啦在回家途中遭遇物怪襲擊事件，與正替人類孩童阻擋物怪攻擊的物怪草薙結識了。草薙的夢想是創造出一個沒有紛爭與悲傷的溫柔世界，為此它將妖力借給擅長打架的哆啦，一人一怪組合成為搭檔。以非正規身分暗中替市民消滅物怪的他們很快就被武士柳生誾千代看上，在數次與物怪的作戰後終於被武士們認可實力與人品，得以正式加入武士的組織伊邪那岐隊。
與此同時，物怪們為了解放被封印在伊邪那岐隊本部的最強物怪「信長」，暗中策定著進攻本部的計畫。物怪們的領導者宮本半藏實際上正是50年前將物怪引入人類世界的罪魁禍首，曾經是人類最強劍士的他墜入魔道，與物怪融合並追求著更強的力量。為了阻止半藏的陰謀，哆啦、草薙與伊邪那岐隊的武士們並肩作戰，合力消滅來犯的強大物怪們，最終得以在伊邪那岐隊總隊長塚原豪鬼的捨命助攻下，成功討伐半藏。在施術者半藏死後，所有的物怪都會被遣返回物怪原本居住的世界，草薙最終與哆啦道別後消失。回到原本世界的草薙繼續幫助著弱小的物怪，希望有一天能將物怪的世界也變成一個沒有紛爭與悲傷的溫柔世界。

## 登場人物
以下為有聲漫畫版的聲優。

### 主要角色
佐佐木哆啦（聲：內田雄馬）
本作主角，身強體壯、擅長打架的紅髮不良少年，雖然具有強大的身體素質卻沒有妖力，因此無法成為與物怪戰鬥的武士。後來與草薙組成搭檔，使用草薙的妖力及自身的技巧來戰鬥時，可以發揮出與伊邪那岐隊上士同等的實力。
年幼喪父，為了安慰母親而曾發誓要創造一個沒有悲傷的溫柔世界，但母親卻也在數年後被物怪殺死。最初與草薙相遇時並不信任身為物怪的它，但草薙的夢想正好讓他想起年幼時的自己，最後與草薙達成共識，約定要為了同一個夢想而戰鬥。結局時與草薙道別，離開伊邪那岐隊後打算繼承父業去當警察，繼續為了幫助他人而戰。
說話口氣粗暴兇悍，常與性格強硬的誾千代拌嘴，但本質上是個正經的人，犯錯時會老實地低頭道歉。
草薙（聲：高野麻里佳）
個頭嬌小的白色物怪，擁有變形成其他物體的能力。雖然具有妖力但卻不具備攻擊能力，因此無法戰鬥。後來與哆啦組成搭檔，由哆啦揮動變身成武器型態的草薙來戰鬥。
作為物怪，擁有比人類還要強烈的執著，一心想要創造出沒有紛爭與悲傷的溫柔世界。會幫助弱小的人類與物怪，與傷害他人的物怪戰鬥。
最喜歡的食物是與哆啦同名的銅鑼燒（ドラ焼き）。

### 次要角色
柳生誾千代（聲：嶺內智美）
伊邪那岐隊中士，伊邪那岐隊大隊長柳生有哉的孫女，使用劍術「柳生神速劍」的菁英武士，也是最早認可哆啦與草薙實力的武士，拉攏兩人成為自己的私人部下。喜歡可愛的東西，為草薙取了「小草」（クーちゃん）的綽號。
戴髮箍的金髮女孩，一舉一動流露著自信，為了讓自己出人頭地比誰都還要認真工作，總是將「出人頭地」掛在嘴邊。跟叔叔悠人感情很好，甚至可以直呼對方姓名，因為從小看著悠人在伊邪那岐隊拼命工作的樣子，認為只要自己出人頭地就可以讓悠人失業了。
在宮本半藏率領物怪入侵伊邪那岐隊本部的大戰中，與悠人合力擊殺來襲的幹部級物怪。在大戰結束後，開玩笑地邀請辭職不當武士的哆啦來當自己的傭人，被後者回絕。
雲林院平助
伊邪那岐隊上士，長睫毛的年輕男子，連續兩年維持物怪討伐數量第一名的成績。使用妖刀術「暴食怪寢肥」的菁英武士，能放出吞食物怪的妖力斬擊，有著數一數二的實力，能以一對多解決數隻幹部級物怪，卻因為言行舉止的關係不怎麼被後輩仰慕，本人相當介意這一點。之所以出面解救哆啦和誾千代，也是因為想要被他們這些後輩仰慕。
在哆啦與誾千代陷入危機時出面解救兩人，在本部的高層面前替草薙辯護，其後哆啦與草薙被分配為他的直屬部下。因為同僚的直虎只用半天的時間就跟哆啦打好了關係，為此對直虎感到忌妒。被直虎當面指出「只要可以被人仰慕不管是誰都行」而啞口無言，無法回嘴。此後仍繼續與直虎爭奪，努力賺取著後輩對自己的好感度。
上泉直虎
伊邪那岐隊上士，擁有螺旋狀瞳孔的內向少女，使用妖刀術「爆鳴椒小玉鼠」的菁英武士，其斬擊能夠引起爆炸。戰鬥狂，進入戰鬥時性情大變，變得好戰且激進。
因任務失敗而垂頭喪氣時，遠遠看到了新入隊的哆啦和草薙，被它們那即使受人非議也不沮喪的精神鼓舞，不知不覺中已經開始在調查哆啦的班表、跟蹤哆啦的日常起居了。其後跟蹤行為被哆啦制止，取得同意隨時可以一起吃飯和訓練。和草薙組成「喜歡哆啦」同盟，被喜歡電視連續劇的草薙支持著戀情。與同為女性上士的細川琉衣關係很好。
柳生悠人
伊邪那岐隊上士，給人溫柔隨和印象的黑髮青年（蓄電完成後變為金髮），使用妖刀術「酷烈帝雷獸」的菁英武士，擁有強烈的斬擊威力，但缺點是戰鬥中也需要長時間的蓄電，需要隊友爭取時間。由於過勞的關係有黑眼圈，開會時也在打瞌睡。
誾千代的叔叔，與誾千代年齡似乎相差不大，被對方直呼名字。由於擁有出類拔萃的劍術天賦，本人又是被請求就無法拒絕的性格，半強迫地被成為了武士，又把被拜託的工作全部接下來做，就這樣一路做到了上士的階級。誾千代一直很擔心他哪時會過勞而死，故決心要獲得比他還要強大的地位，藉此強迫他離職。
宮本半藏
與物怪融合、獲得物怪力量的人類，50年前施術將物怪引入人類的世界。曾經是伊邪那岐隊總隊長塚原豪鬼的師兄，人類最強的劍士，因為師父沒有選擇自己而是選擇豪鬼當接班人而憤恨不平，向物怪的力量出手以變得更強。
率領一眾物怪攻打伊邪那岐隊本部，順利將本部建築體摧毀，成功解放被封印在本部地下的最強物怪信長，並進而吞噬信長以獲取強大力量。但由於作為人類已經用盡壽命，只要身體內物怪的部分被剝離就會立即腐朽死去。最終被哆啦、草薙與豪鬼等人合力討伐。

## 出版書籍
| 卷數 | 集英社 | 集英社        | 集英社                 |
| 卷數 | 副標題 | 發售日期      | ISBN                   |
| ---- | ------ | ------------- | ---------------------- |
| 1    |        | 2022年4月4日  | ISBN 978-4-08-883119-0 |
| 2    |        | 2022年6月3日  | ISBN 978-4-08-883180-0 |
| 3    |        | 2022年9月2日  | ISBN 978-4-08-883229-6 |
| 4    |        | 2022年10月4日 | ISBN 978-4-08-883324-8 |
| 5    |        | 2022年10月4日 | ISBN 978-4-08-883325-5 |

## 外部連結
- 集英社《週刊少年Jump》官方網站 （页面存档备份，存于）